# Point Pleasant (West Virginia)
Point Pleasant ist eine City in und Verwaltungssitz von Mason County im US-amerikanischen Bundesstaat West Virginia. Das U.S. Census Bureau hat bei der Volkszählung 2020 eine Einwohnerzahl von 4070 ermittelt.
Sie liegt an der Mündung des Kanawha Rivers in den Ohio River, der die Grenze zwischen den US-Bundesstaaten Ohio und West Virginia bildet.

## Geschichte

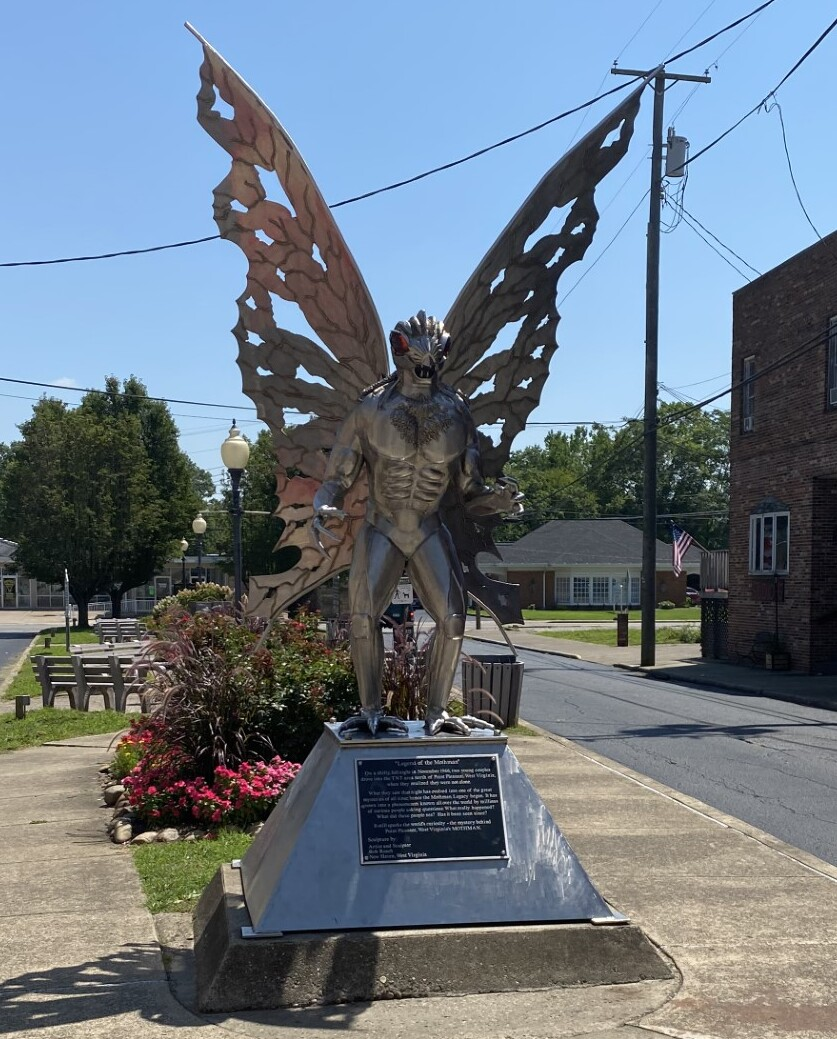
Statue des Mottenmanns in der Nähe des Museums

Bekannt wurde die Stadt wegen des 10. Oktober 1774, als Colonel Andrew Lewis einen Angriff der Shawnee unter Häuptling Cornstalk zurückschlug. Die Schlacht ist bekannt als „Battle of Point Pleasant“.
Zudem diente sie dem Konföderierten Brigadier-General John McCausland als Heimat, bis er am 23. Januar 1927 auf seiner Farm starb.
Aufsehen und Berühmtheit erlangte Point Pleasant in den Jahren 1966 und 1967, als in der Stadt selbst und der näheren Umgebung um die 100 Sichtungen des sogenannten Mothman gemacht wurden. Die Situation spitzte sich zu, als am Abend des 15. Dezember 1967 die Silver Bridge während der Hauptverkehrszeit einstürzte. Von vielen Bewohnern wurde der Mothman dafür verantwortlich gemacht. Beweise liegen keine vor.
Diese Geschichte lieferte den Stoff für das Buch und den Film The Mothman Prophecies. Im Online-Rollenspiel Fallout 76 ist Point Pleasant und das Mothman-Museum im postapokalyptischen West Virginia nach einem fiktiven Atomkrieg am Ende des 21. Jahrhunderts nachgebildet. Der Ort mit dem Museum im Zentrum dient im Spiel als Hauptquartier eines fiktiven Kultes des Mottenmanns, der bereits vor dem Krieg existierte.